# Alma Adamkienė
Alma Adamkienė, nata Alma Nutautaitė (Šiauliai, 10 febbraio 1927 – Vilnius, 21 maggio 2023), era la moglie dell'ex Presidente della Lituania Valdas Adamkus ed è stata first lady della Lituania dal 26 febbraio 1998 al 26 febbraio 2003 (primo mandato) e dal 12 luglio 2004 al 12 luglio 2009 (secondo mandato). Aveva inoltre la cittadinanza statunitense.

## Biografia
Figlia di un uomo d'affari, nel 1944 emigrò con la famiglia in Germania dove terminò le scuole superiori, per poi studiare psicologia presso l'Università Friedrich-Alexander di Erlangen-Norimberga.
Alma Nutautaitė si trasferì negli Stati Uniti d'America nel 1949, dove dapprima lavorò come assistente di laboratorio in una acciaieria, ed in seguito fu assunta presso una compagnia di assicurazioni. Nel 1951 sposò il connazionale Valdas Adamkus.
Dopo che nel 1998 il marito è stato eletto Presidente, Adamkienė è stata coinvolta in vari programmi sociali lituani, principalmente dedicati al benessere dei bambini. Nel 1999 ha istituito una fondazione chiamata Alma Adamkienė Charity and Support Fund. Nel 2007 è stata insignita della Gran Croce dell'Ordine dell'Infante Dom Henrique. Nel 2008 una varietà di tulipano sviluppata dal coltivatore olandese Jan Lichthart ha preso il nome proprio dalla First Lady della Lituania.